# Anacanthobatidae
Famille
Les Anacanthobatidae sont une famille de poissons rajiformes.

## liste des genres
Selon World Register of Marine Species (14 octobre 2014) et FishBase (14 octobre 2014) :
- genre Anacanthobatis von Bonde & Swart, 1923
  - Anacanthobatis americanus Bigelow & Schroeder, 1962
  - Anacanthobatis donghaiensis (Deng, Xiong & Zhan, 1983)
  - Anacanthobatis folirostris (Bigelow & Schroeder, 1951)
  - Anacanthobatis longirostris Bigelow & Schroeder, 1962
  - Anacanthobatis marmoratus (von Bonde & Swart, 1923)
  - Anacanthobatis nanhaiensis (Meng & Li, 1981)
  - Anacanthobatis ori (Wallace, 1967)
  - Anacanthobatis stenosoma (Li & Hu, 1982) (non reconnue par FishBase)
- genre Sinobatis
  - Sinobatis borneensis (Chan, 1965)
  - Sinobatis bulbicauda Last & Séret, 2008
  - Sinobatis caerulea Last & Séret, 2008
  - Sinobatis filicauda Last & Séret, 2008
  - Sinobatis melanosoma (Chan, 1965)
  - Sinobatis stenosoma (non reconnue par WoRMS)

Selon ITIS (14 octobre 2014) :
- genre Anacanthobatis von Bonde & Swart, 1923
- genre Cruriraja Bigelow & Schroeder, 1948 (placé sous Rajidae par FishBase)